# 王舍城結集
五百结集，也通稱為王舍城结集、第一次结集，“結集”或“集結”是指僧伽集會合誦經典。佛陀釋迦牟尼涅槃荼毘八王分舍利後，大迦葉尊者率五百阿羅漢至王舍城坐雨安居，于阿闍世王在王舍城毘婆羅山側七葉窟前興建的講堂，僧團舉行了第一次結集活動，為佛教經律的起源。
佛教各部派經典都記載了此次結集活動，但是其敍述多少有出入。

## 佛滅
赤銅鍱部《長部·大般涅槃經》和法藏部《長阿含經·遊行經》記載：釋迦牟尼佛陀八十歲时，於毗舍离城坐雨安居，宣布將在三個月後佛滅（般涅槃、涅槃、入滅），後於拘尸那羅城附近的娑羅雙樹間般涅槃；大迦葉尊者於佛滅七日在從波婆城至此的路上聞知此事趕到主持了荼毘。
諸律藏記載，因有比丘言，在佛陀入滅之後，僧侶們就可無拘無束，大迦葉尊者發起了第一次結集。說一切有部《大毘婆沙論》在解說十二分教中譬喻所指時稱律藏記載有《大涅槃譬喻》，《根本說一切有部毘奈耶雜事》在與其他部派《大般涅槃經》相當的《大涅槃譬喻》後連貫記述了五百結集。似法顯譯《大般涅槃經》以佛陀在毘舍離城決定將入般涅槃為起始，未輯錄此前佛在王舍城講七不退法等事，結尾處提及了王舍城結集。

## 結集內容

### 律藏
現存律藏都有一个犍度（章節），記載了大迦葉尊者位列上座之一，他组织這次合誦的詳細過程。大迦葉尊者提問制戒因緣，優波離尊者回答誦出波羅提木叉，五百阿羅漢尊者共同認證正確無誤由此合誦形成了律藏。

### 經藏
由大迦葉尊者先提問，阿难尊者回答問題誦出佛陀所說諸經，五百阿羅漢尊者共同認證正確無誤由此合誦形成了经藏，經文之首皆冠以“如是我聞”即指阿難尊者所聞。

### 論藏
上座部佛教認為論藏阿毘達磨是佛用更深入更仔細更精確的方法說明佛法，論藏中包含了四種有關於生命終極的究竟法(真實法)，即心法、心所法、色法和涅槃法以及由心法和心所法想像定義出來的概念法。
《巴利律藏》小品五百〔結集〕犍度記載佛教第一次結集就有結集包含論藏阿毘達磨在內的巴利三藏，《巴利律藏》附隨第3卷記載釋迦牟尼佛宣說了包含論藏阿毘達磨在內的巴利三藏，
上座部中部32經、中部69經、長部34經、增支部3集141經、增支部3集142經、增支部3集143經、增支部6集60經、增支部10集98經說明佛在世時佛教就有阿毘達磨藏，本生經第1卷記載釋迦牟尼佛在前世還是菩薩時曾經追隨憍陳如佛、弗沙佛、迦葉佛出家學習包含論藏阿毘達磨在內的三藏，菩薩成佛後第四七日後花了七天在菩提樹之西北方的「寶之家」思考論藏阿毘達磨的內容，《法句經‧故事集》記載佛將論藏阿毘達磨傳給舍利弗並指示舍利弗將論藏阿毘達磨傳給其他弟子。
漢傳佛教《摩訶僧祇律》稱「阿毘曇者九部經」，九部經即九部法、九分教，無比是佛法相對於世間法而言。《五分律》沒有提及阿毘達磨藏，《四分律》提及的阿毘達磨藏對應《舍利弗阿毘曇論》，《十誦律》提及的阿毘達磨藏對應《法蘊論》，晚出的《根本說一切有部毘奈耶雜事》聲稱大迦葉尊者誦出本母形成阿毘達磨藏。

## 小小戒問題
上座部諸律藏记载，阿難尊者當眾宣布了佛陀遗命：「阿難！自今日始。聽諸比丘捨小小戒。」 《摩訶僧祇律》記載阿難尊者沒有按佛陀囑託，在佛陀臨般涅槃時請求佛陀為諸比丘捨小小戒。所有律藏一致記載，由於阿難尊者未向佛陀問明甚麼戒算是小小戒，諸長老各有闡述，並無法達成一致，大迦葉尊者因而公佈了三條「制限」，五百阿羅漢長老一致同意遵守這三條「制限」：
1. 若佛所不制，不應妄制。
2. 若已制，不得有違。
3. 如佛所教，應謹學之。

阿難尊者被大迦葉尊者指摘犯下多項突吉羅罪（十三種越毘尼罪之一），阿難尊者為了僧團的和諧，在公開懺悔後開始誦戒。《巴利律藏》、《四分律》和《五分律》記載富蘭那迦長老此時正在南方（有說“南山”）遊行，聽聞結集，率領五百比丘前來集會。趕到時會誦已畢，他提出了七項或八項佛陀曾經允許的事情，但大迦葉尊者沒有採納富蘭那長老的意見，因而被此次結集誦出的戒律所禁止。

## 经藏分部
佛教經律分別持誦，在各部派律藏的五百結集記載中，象徵性的提及了經藏中個別經典名稱。
上座部佛教《巴利經藏》分為五部，五部為《长部》、《中部》、《相应部》、《增支部》、《小部》。
漢傳佛教《十誦律》沒有提及經藏分部情況，《摩訶僧祇律》、《四分律》、《五分律》和《根本說一切有部毘奈耶雜事》更詳細記載了经藏分為四部《阿含經》和《雜藏》及其內容概述：
|      | 摩訶僧祇律                                                           | 彌沙塞部和醯五分律                                                             | 四分律 | 根本說一切有部毘奈耶雜事                               |
| ---- | -------------------------------------------------------------------- | ------------------------------------------------------------------------------ | --- | ------------------------------------------------------ |
| 長   | 文句長者，集為長阿含。                                               | 此是長經，今集為一部，名長阿含。                                               | 彼即集一切長經，為長阿含。                                                                                               | 若經長長說者，此即名為長阿笈摩。                       |
| 中   | 文句中者，集為中阿含。                                               | 此是不長不短，今集為一部，名為中阿含。                                         | 一切中經，為中阿含。 | 若經中中說者，此即名為中阿笈摩。                       |
| 雜   | 文句雜者，集為雜阿含，所謂：根雜、力雜、覺雜、道雜，如是比等名為雜。 | 此是雜說，為比丘、比丘尼、優婆塞、優婆夷、天子、天女說，今集為一部，名雜阿含。 | 雜比丘、比丘尼、優婆塞、優婆私、諸天，雜帝釋，雜魔，雜梵王，集為雜阿含。                                                 | 若經與伽他相應者，此即名為相應阿笈摩(舊云雜者取義也)。 |
| 增一 | 一增、二增、三增乃至百增，隨其數類相從，集為增一阿含。               | 此是從一法增至十一法，今集為一部，名增一阿含。                                 | 從一事至十事，從十事至十一事，為增一。                                                                                   | 若經說一句事、二句事乃至十句事者，此即名為增一阿笈摩。 |
| 雜藏 | 雜藏者，所謂辟支佛、阿羅漢自說本行因緣，如是等比諸偈誦，是名雜藏。   | 自餘雜說，今集為一部，名為雜藏。                                               | 如是生經、本經、善因緣經、方等經、未曾有經、譬喻經、優婆提舍經，句義經、法句經、波羅延經、雜難經、聖偈經，如是集為雜藏。 | [ 39 ]                                                 |

四部《阿含經》的次序為長、中、雜、增一。在晚出的《根本說一切有部毘奈耶雜事》中次序為雜、長、中、增一。在没有雜藏的部派如說一切有部中，一些本生經和譬喻經被编在律藏中，一些偈頌經如《法句經》單獨流通。有时谈到“四阿含”，就代表整个的经藏。
經藏後來编纂成书，南傳佛教稱為五部尼柯耶，漢譯阿含經則來自是幾個部派，長阿含是法藏部所屬；中阿含與雜阿含是說一切有部所傳；增一阿含所屬部派不明。阿含經與尼柯耶在內容上有差異。第一次結集的用語是俗語，一般認為是第一次結集所在地的摩揭陀語，南傳佛教認為這就是巴利語，古人統稱印度語言為梵語，可確定根本說一切有部的用語是雅語即現在所稱的古典梵語，結集就是合誦、三藏口耳相傳，所有現存三藏經典都是經過三次結集之後才形成文字記錄的。

## 有關的結集記載
關於佛滅之後第一次結集，除了各個部派律藏記載的王舍城結集之外，還有其他來源的有關結集傳說。但是這種傳說既沒有所結集出的具體部派佛教經典來證明，也沒有部派把它認定為傳承根源。

### 大眾部結集傳說
《大唐西域記》記載了關於大眾部結集的傳說，無法參與第一次結集的大眾，在距此地二十餘里處發起了數百千人大結集，因參與者廣泛而稱大眾部結集。

### 界外結集傳說
《三論玄義》記載婆師波尊者在第一次結集的界外發起了大眾部萬人大結集，稱為界外結集。此傳聞據後世記載有萬人參與，但當時佛陀的僧團人只有一千兩百多人。 五比丘之一的波濕波（巴利文：Vappa），已證得四果羅漢，是上座部尊者因而非大眾部。《三論玄義》 提到的教授大眾部集结的婆師波可能是人名翻譯上的誤差而是另有其人。

### 拘尸那羅結集傳說
漢譯《佛般泥洹經》和《般泥洹經》記載了極少被人提及的拘尸那羅結集傳說，佛陀涅槃荼毘八王分舍利九十天後，在拘尸那羅修建的窣堵波旁邊的精舍舉行了首次四阿含經結集，其最獨特之處是記載當時就將四阿含寫為貝葉經。

## 學界考證與質疑
俄國學者米納耶夫（D.P. Minayeff）是最早對王舍城集結的史實性提出質疑的學者，於1887年出版的論文中，他認為在《長部·大般涅槃經》中沒有提及王舍城集結，足以證明這是後人附會的傳說，主要是為了提供部派來源的可靠性。隨後德國的赫曼·歐登保（Hermann Oldenberg）認為此次結集沒有歷史依據，但他也認為《長部·大般涅槃經》編者只是不知道王舍城結集，因而不是充分的證據。日本學者塚本啟祥於1966年《初期佛教教團史の研究》中，引據很多漢譯資料以及許多新的證據，他認為，在此議題上的爭論，仍然沒有得到良好的解答。
佛教研究学者特别是日本佛学家以及印順法師等認為，佛教經律典籍，應該是經過一段時期不停的整理與結集才形成現有規模，现存的四阿含經與律藏不能單一溯源到王舍城結集。傳統意見認為現存經律全部在王舍城結集中完成，並在各自傳承中沒有任何增減改變的看法，過於簡化，造成佛教各部派間的無謂諍論，及來自教外的指摘質疑。牛津大學Richard Gombrich教授以《長部33經》舍利弗領導結集為例，指出佛在世時就開始結集以保存教法。